# Lucas Antônio Monteiro de Barros
Lucas Antônio Monteiro de Barros, primeiro barão e visconde com grandeza de Congonhas do Campo (Congonhas do Campo, 15 de outubro de 1767 — Rio de Janeiro, 10 de outubro de 1851), foi um magistrado e político brasileiro.
Foi juiz de fora, desembargador, presidente do Supremo Tribunal de Justiça, deputado geral e  senador do Império do Brasil de 1826 a 1851. Era irmão do senador Marcos Antônio Monteiro de Barros e do Coronel Romualdo José Monteiro de Barros, Barão de Paraopeba e pai do senador Antônio Augusto Monteiro de Barros.

## Resenha
- No dia 29 de junho de 1808, nomeado Ouvidor da Comarca de Vila Rica e desembargador da Relação da Bahia.
- No dia 13 de maio de 1812, nomeado Intendente do Ouro da Corte.
- No dia 17 de dezembro de 1814, nomeado Desembargador da Casa de Suplicação.
- No dia 12 de outubro de 1819, nomeado Superintendente Geral dos Contrabandos.
- No dia 6 de fevereiro de 1821, nomeado chanceler da Relação de Pernambuco.
- No dia 10 de março de 1821, agraciado por D. João VI com a Categoria: Deputados da Mesa da Consciência e das Ordens
- No dia 23 de março de 1821, condecorado a Ordem Imperial de Cristo, dispensado das provenças e habilitações para receber e professar o hábito da Ordem de Cristo na Catedral de Mariana, Minas Gerais.
- No dia 9 de abril de 1821, por decreto imperial, foi anexado à vaga da Intendência do Ouro da Província do Rio de Janeiro e ocupou o lugar de Conservador Geral da ¹Companhia de Agricultura das Vinhas do Alto Douro.
- No dia 18 de dezembro de 1821, por decreto imperial obteve mercê de um lugar ordinário dos tribunais da mesa de Desembargador do Paço e da Mesa da Consciência e Ordens.
- No dia 24 de junho de 1822, nomeado Juiz de Fora da comarca de Vila Rica.
- No dia 25 de novembro de 1823 nomeado como o 1° Presidente da Província de São Paulo. Tomou posse 1° de abril de 1824.
- No dia 25 de fevereiro de 1824, nomeado Moço Fidalgo da Casa Imperial.
- No dia 12 de outubro de 1825, Por decreto imperial lhe foi concedido o título de primeiro Barão de Congonhas do Campo.
- No dia 13 de dezembro de 1825, nomeado Ouvidor da Comarca de Sabará, Minas Gerais.
- No dia 22 de janeiro de 1826, por decreto imperial foi eleito Senador do Império.
- No dia 12 de agosto de 1826, agraciado por decreto imperial com o título de Visconde de Congonhas do Campo.
- No dia 12 de outubro de 1826, recebeu o Hábito da Ordem de Cristo.
- No dia 7 de abril de 1827, por carta, foi agraciado com o título de Visconde de Congonhas do Campo.
- No dia 16 de maio de 1827, foi nomeado Desembargador do Paço e Deputado de Mesa da Consciência.
- No dia 2 de setembro de 1829, nomeado Ajudante do Intedente Geral da Polícia.
- No dia 18 de outubro de 1829, condecorado como Cavaleiro da Ordem do Cruzeiro.
- No dia 5 de maio de 1831, nomeado Ouvidor da comarca do Rio de Janeiro.
- No dia 22 de junho de 1831, nomeado Provedor de Resíduos e Capelas da Comarca do Rio de Janeiro.
- No dia 9 de dezembro de 1831, nomeado Desembargador da Relação de Pernambuco na Casa da Implicação.
- No dia 4 de outubro de 1832, nomeado Desembargador da Relação das Bahia.
- No dia 5 de janeiro de 1883, condecorado como Comendador da Imperial Ordem da Rosa.

## Família
Lucas Antônio era filho do Guarda-Mor Manuel José Monteiro de Barros e de Margarida Eufrásia da Cunha Mattos, neto paterno de João Vieira Repincho e Mariana Monteiro de Barros, neto materno do Guarda-Mor Alexandre da Cunha Mattos e de Antônia de Negreiros. Casou-se com sua prima em terceiro grau, Maria Theresa Joaquina de Sauvan Monteiro de Barros, filha de Manuel Monteiro de Barros, Fidalgo da Casa Real e médico de câmara da rainha Maria I de Portugal e de Marie Joaquine de Sauvan, neta paterna de Manuel Monteiro de Barros (irmão da Mariana acima citada) e Maria Pereira de Barcelos, neta materna de André de Sauvan d'Aramon, engenheiro francês, e de Theresa dos Anjos Lauzier.
Teve os filhos:
- José Maria Monteiro de Barros (1789-1803), Desembargador de Justiça.
- Antônio Augusto Monteiro de Barros (1790-1843)
- Brigadeiro Inácio Gabriel Monteiro de Barros (1798-1850)
- Maria Elisa de Sauvan Monteiro de Barros (1831-1884)
- Rodrigo Antonio Monteiro de Barros (1803-1844)
- Manuel Monteiro de Barros (1806-1872)
- Gabriel Evaristo Monteiro de Barros (1808-?)
- Ana Helena de Sauvan Monteiro de Barros (1809-?), casada com seu primo Antônio José Monteiro de Barros, filho do Barão de Paraopeba